# 64 Ангелина
64 Ангелина (енгл. 64 Angelina) је астероид главног астероидног појаса чија средња удаљеност од Сунца износи 2,681 астрономских јединица (АЈ).
Апсолутна магнитуда астероида је 7,67 а геометријски албедо 0,157.